# Reinhold Eichacker
Reinhold Eichacker (* 21. Mai 1886 in Siegburg; † 10. Juli 1931 in Gröbenzell bei München; Pseudonyme: Onkel Reinhold, Arno Orli, Arnold Orli, Salve, Reinhold Salve, Salve-Sherry, Sherry, Roman Sherry) war ein deutscher Jurist und Schriftsteller.

## Leben
Reinhold Eichacker war der Sohn eines Oberlandesgerichtsrates. Er wuchs in Köln auf, wo er ein Gymnasium besuchte und 1905 die Reifeprüfung ablegte. Anschließend diente er als Fahnenjunker in einem Artillerieregiment in Brandenburg; nachdem er 1906 zum Offizier befördert worden war, beendete er 1908 seine militärische Laufbahn als Reserveoffizier. Eichacker studierte Jura an den Universitäten in Bonn und München. 1911 legte er das Staatsexamen ab und war anschließend in Bensberg und Köln tätig; im gleichen Jahr promovierte er an der Universität Heidelberg mit einer Arbeit über ein Thema aus dem Gebiete des Gesellschaftsrechts zum Doktor der Rechte.
Ab 1913 lebte Eichacker, der bereits seit 1908 literarische Arbeiten veröffentlicht hatte, als freier Schriftsteller im oberbayerischen Tutzing. Er war Besitzer des Münchener Prometheus-Verlages; in den Zwanzigerjahren war er zeitweise auch als literarischer Berater bei Filmproduktionen tätig und wirkte in mehreren Spielfilmen der Münchener Orbis-Film als Schauspieler mit.
Reinhold Eichackers literarisches Werk besteht aus Romanen, Erzählungen, Kinderbüchern, Essays, Gedichten, Theaterstücken und Libretti für Opern und Operetten. Sein erzählerisches Werk umfasst neben Abenteuer-, Kriminal- und Science-Fiction-Romanen auch Werke mit erotischer Thematik.
Zur Zeit des Nationalsozialismus waren einem Eintrag in der Liste des schädlichen und unerwünschten Schrifttums von 1935 zufolge sämtliche seiner Schriften in Deutschland verboten.
Nach dem Zweiten Weltkrieg wurde in der Sowjetischen Besatzungszone seine 1921 von ihm im Münchener Universal-Verlag herausgegebenen Schrift Haß. Antwort deutscher Dichter auf Versailles auf die Liste der auszusondernden Literatur gesetzt. In der Deutschen Demokratischen Republik folgten auf diese Liste noch die von ihm verfassten und im selben Jahr und beim selben Verlag erschienenen Schriften Der Namenlose und Horst Willmann.

## Werke
- Allerlei Klänge, Bonn 1908
- Die Ersatzansprüche des offenen Handelsgesellschafters während bestehender Gesellschaft, Heidelberg 1911
- Odysseus, Dresden 1911
- Vergib uns unsere Schuld! Dresden 1911
- Nach Sonnenuntergang, München [u. a.] 1912
- Der Duellgegner, Dresden 1914
- Briefe an das Leben, Stuttgart [u. a.] 1916
- Nächte der Venus, Universal-Verlag, München 1918
- Die Augen auf! Wir leben! Oranienburg 1919
- Die drei Lieben des Gaston Meder, München 1919
- Goldfrätzchen-Herzschätzchen, München 1919 (unter dem Namen Onkel Reinhold, zusammen mit Josef Mander)
- Das rosenrote Badezimmer u. a., München 1919
- Horst Willmann, München 1920
- Der Namenlose, München 1921
- Der Kampf ums Gold, Schwedt a. d. O. 1922
- Panik, Schwedt a. d. O. 1922
- Reinhold-Eichacker-Brevier, Stuttgart 1922
- Der Seele Lied, Dresden-Weinböhla 1922
- Verrückte Geschichten, Weinböhla b. Dresden 1923
- Die Fahrt ins Nichts, München 1924
- Die Lehre vom Glück, Langensalza 1926
- Krasputin der Wundertäter, Leipzig 1927
- Menschen in Not! Berlin 1929
- Gaston und die Sängerin, Leipzig 1929
- Gaston, der Hochstapler, Leipzig 1929
- Gaston und die Dirne, Leipzig 1929

## Herausgeberschaft
- Die flammende Venus, Universal-Verlag, München 1919
- Haß. Antwort deutscher Dichter auf Versailles. Universal-Verlag, München 1921.